# BK Opava
BK Opava (celým názvem: Basketbalový klub Opava) je český basketbalový klub, který sídlí v Opavě v Moravskoslezském kraji. Od sezóny 2008/09 působí v české nejvyšší basketbalové soutěži, známé pod sponzorským názvem Kooperativa NBL. Celkem má klub na svém kontě v NBL pět mistrovských titulů, pět druhých míst a dvě třetí místa v play-off. Taktéž je držitelem 6 výher v Českém poháru.
Od 15. prosince 1945 se v Opavě hraje organizovaná košíková v nižších soutěžích. Zásadním obratem je rok 1993, kdy vstupuje do klubu silný sponzor, což umožňuje jeho posílení a rychlý vzestup - BK Opava postupuje v sezóně 1995/96 do NBL, kterou hned při prvních působení vyhrává, stejně jako Český pohár. V sezóně 2004/05 se Opava umisťuje na posledním místě po základní části i nadstavbě a sestupuje do 2. ligy. V první sezoně se sice umístí na 3. místě po základní části, v playoff však hned vypadne. V sezóně 2006/07 BK Opava nevyšel postup do nejvyšší soutěže až ve finále (vyhrál Kolín), sezónu 2007/08 ale vyhrává ve finále nad Sokolem pražským a opět se vrací do NBL.
První tři sezóny po návratu do nejvyšší české basketbalové soutěže zakončí klub sezónu vypadnutím ve čtvrtfinále play-off. Ročník 2011/12 je pro Opavu kritický, ligovou příslušnost uhájí až v baráži o udržení. V sezóně 2013/14 získal tým bronzovou medaili, první po 11 letech. Další metou se stane účast ve finále 2017/18, kde ovšem tým podlehl Nymburku. Stejný soupeř stál za porážkami Opavy i v letech 2020/21 a 2021/22. V ligovém ročníku 2022/23 vyřadila Opava na své cestě v play-off mimo jiné nymburský tým, čímž ukončila jeho 18 let trvající nadvládu v soutěži. Následnou finálovou sérii proti Děčínu zvládla Opava v poměru 3:1 na zápasy a stala se tak novým mistrem Národní basketbalové ligy. Následující sezonu vypadli ve čtvrtfinále s rivalskou NH Ostrava.
Své domácí zápasy odehrává v hale Opava s kapacitou 3 006 diváků.

## Historické názvy
Zdroj:
- 1945 – BK Opava (Basketbalový klub Opava)
- 1996 – ICEC Opava Basketbal
- 1997 – ICEC Opava
- 1998 – BK Slovnaft Opava (Basketbalový klub Slovnaft Opava)
- 2000 – BK Opava (Basketbalový klub Opava)
- 2008 – BK Breda & Weinstein Opava (Basketbalový klub Breda & Weinstein Opava)
- 2012 – BK Opava (Basketbalový klub Opava)

## Získané trofeje
- Národní basketbalová liga ( 5× )
  - 1996/97, 1997/98, 2001/02, 2002/03, 2022/2023
- Český pohár v basketbalu ( 6x )
  - 1996/97, 1997/98, 1998/99, 2000/01, 2002/03, 2021/22

## Soupiska
K 16. lednu 2025.
| Číslo | Stát  | Hráč            | Ročník | Výška  | Příchod z           |
| ----- | ----- | --------------- | ------ | ------ | ------------------- |
| 3     | Česko | František Váňa  | 1998   | 192 cm | Sluneta Ústí n.L.   |
| 8     | Česko | Jan Švandrlík   | 1994   | 201 cm | BC Lokomotiva Plzeň |
| 9     | Česko | Filip Zbránek   | 1990   | 196 cm | NH Ostrava          |
| 10    | Česko | Radek Farský    | 1999   | 195 cm | USK Praha           |
| 11    | Česko | Kryštof Kavan   | 2002   | 198 cm | BK Opava - mládež   |
| 12    | Česko | Miroslav Kvapil | 1993   | 202 cm | BK Opava – mládež   |
| 14    | Česko | David Motyčka   | 2006   | 203 cm | BK Opava – mládež   |
| 15    | Česko | Štěpán Pavelek  | 2002   | 198 cm | BK Opava – mládež   |
| 20    | Česko | Šimon Puršl     | 1997   | 206 cm | BK Basket Brno      |
| 21    | Česko | Radovan Kouřil  | 1995   | 185 cm | BK Olomoucko        |
| 22    | USA   | Robert Howard   | 1997   | 203 cm | BK Patrioti Levice  |
| 23    | Česko | Luděk Jurečka   | 1983   | 198 cm | NH Ostrava          |
| 24    | Česko | Jakub Šiřina    | 1987   | 186 cm | NH Ostrava          |
| 25    | Česko | Marek Vyroubal  | 2001   | 196 cm | USK Praha           |
| 33    | Česko | Jakub Slavík    | 1999   | 200 cm | BK Snakes Ostrava   |

## Umístění v jednotlivých sezonách
Zdroj:
Legenda: ZČ - základní část, červené podbarvení - sestup, zelené podbarvení - postup, fialové podbarvení - reorganizace, změna skupiny či soutěže
| Česko (1995 – ) |                            |           |                 |           |                           |
| Sezóna          | Název v ročníku            | Úroveň    | Soutěž          | ZČ        | Play-off                  |
| 1995/96         | BK Opava                   | 2. úroveň | 2. liga         | 1. místo  | Vítěz; postup             |
| 1996/97         | ICEC Opava Basketbal       | 1. úroveň | 1. liga         | 1. místo  | Vítěz                     |
| 1997/98         | ICEC Opava                 | 1. úroveň | 1. liga         | 1. místo  | Vítěz                     |
| 1998/99         | BK Slovnaft Opava          | 1. úroveň | Mattoni NBL     | 2. místo  | Zápas o 3. místo (výhra)  |
| 1999/00         | BK Opava                   | 1. úroveň | Mattoni NBL     | 3. místo  | Finále                    |
| 2000/01         | BK Opava                   | 1. úroveň | Mattoni NBL     | 2. místo  | Finále                    |
| 2001/02         | BK Opava                   | 1. úroveň | Mattoni NBL     | 2. místo  | Vítěz                     |
| 2002/03         | BK Opava                   | 1. úroveň | Mattoni NBL     | 1. místo  | Vítěz                     |
| 2003/04         | BK Opava                   | 1. úroveň | Mattoni NBL     | 5. místo  | Zápas o 3. místo (prohra) |
| 2004/05         | BK Opava                   | 1. úroveň | Mattoni NBL     | 12. místo | Sestup                    |
| 2005/06         | BK Opava                   | 2. úroveň | 1. liga         | 3. místo  | Čtvrtfinále               |
| 2006/07         | BK Opava                   | 2. úroveň | 1. liga         | 2. místo  | Finále                    |
| 2007/08         | BK Opava                   | 2. úroveň | 1. liga         | 1. místo  | Vítěz; postup             |
| 2008/09         | BK Breda & Weinstein Opava | 1. úroveň | Mattoni NBL     | 7. místo  | Čtvrtfinále               |
| 2009/10         | BK Breda & Weinstein Opava | 1. úroveň | Mattoni NBL     | 7. místo  | Čtvrtfinále               |
| 2010/11         | BK Breda & Weinstein Opava | 1. úroveň | Mattoni NBL     | 6. místo  | Čtvrtfinále               |
| 2011/12         | BK Breda & Weinstein Opava | 1. úroveň | Mattoni NBL     | 14. místo | Baráž o NBL (1. místo)    |
| 2012/13         | BK Opava                   | 1. úroveň | Mattoni NBL     | 12. místo | Předkolo                  |
| 2013/14         | BK Opava                   | 1. úroveň | Mattoni NBL     | 3. místo  | Zápas o 3. místo (výhra)  |
| 2014/15         | BK Opava                   | 1. úroveň | Kooperativa NBL | 4. místo  | Zápas o 3. místo (prohra) |
| 2015/16         | BK Opava                   | 1. úroveň | Kooperativa NBL | 4. místo  | Čtvrtfinále               |
| 2016/17         | BK Opava                   | 1. úroveň | Kooperativa NBL | 5. místo  | Zápas o 3. místo (prohra) |
| 2017/18         | BK Opava                   | 1. úroveň | Kooperativa NBL | 2. místo  | Finále                    |
| 2018/19         | BK Opava                   | 1. úroveň | Kooperativa NBL | 6. místo  | Čtvrtfinále               |
| 2019/20         | BK Opava                   | 1. úroveň | Kooperativa NBL | 2. místo  | nedohráno                 |
| 2020/21         | BK Opava                   | 1. úroveň | Kooperativa NBL | 2. místo  | Finále                    |
| 2021/22         | BK Opava                   | 1. úroveň | Kooperativa NBL | 2. místo  | Finále                    |
| 2022/23         | BK Opava                   | 1. úroveň | Kooperativa NBL | 7. místo  | Vítěz                     |
| 2023/24         | BK Opava                   | 1. úroveň | Kooperativa NBL | 2. místo  | Čtvrtfinále               |
| 2024/25         | BK Opava                   | 1. úroveň | Kooperativa NBL | 5. místo  | Čtvrtfinále               |
| 2025/26         | BK Opava                   | 1. úroveň | Kooperativa NBL |           |                           |

## Účast v mezinárodních pohárech
Zdroj:
| Výkonnostní úrovně |
| mezikontinentální úroveň – Interkontinentální pohár                                                                                                  |
| 1. výkonnostní úroveň – Pohár mistrů evropských zemí, FIBA SuproLeague, Euroliga                                                                     |
| 2. výkonnostní úroveň – Pohár vítězů pohárů, Saportův pohár, ULEB Eurocup                                                                            |
| 3. výkonnostní úroveň – Koračův pohár, FIBA EuroCup Challenge (2002–2003), FIBA EuroChallenge, FIBA Europe Cup (2015–2016), Basketbalová liga mistrů |
| 4. výkonnostní úroveň – FIBA EuroCup Challenge (od r. 2003), FIBA Europe Cup (od r. 2016)                                                            |

Legenda: EL - Euroliga, PMEZ - Pohár mistrů evropských zemí, IP - Interkontinentální pohár, FSL - FIBA SuproLeague, UEC - ULEB Eurocup, BLM - Basketbalová liga mistrů, FEC - FIBA Europe Cup, PVP - Pohár vítězů pohárů, SP - Saportův pohár, KP - Koračův pohár, FECH - FIBA EuroChallenge, FECCH - FIBA EuroCup Challenge 
- SP 1997/98 – Základní skupina B (6. místo)
- KP 1999/00 – 3. kolo, sk. A (3. místo)
- KP 2001/02 – 3. kolo
- FECCH 2002/03 – Předkolo, sk. A Sever (5. místo)
- BLM 2018/19 – Základní skupina B (8. místo)
- FEC 2021/22- základní skupina C (4. místo)

## Galerie

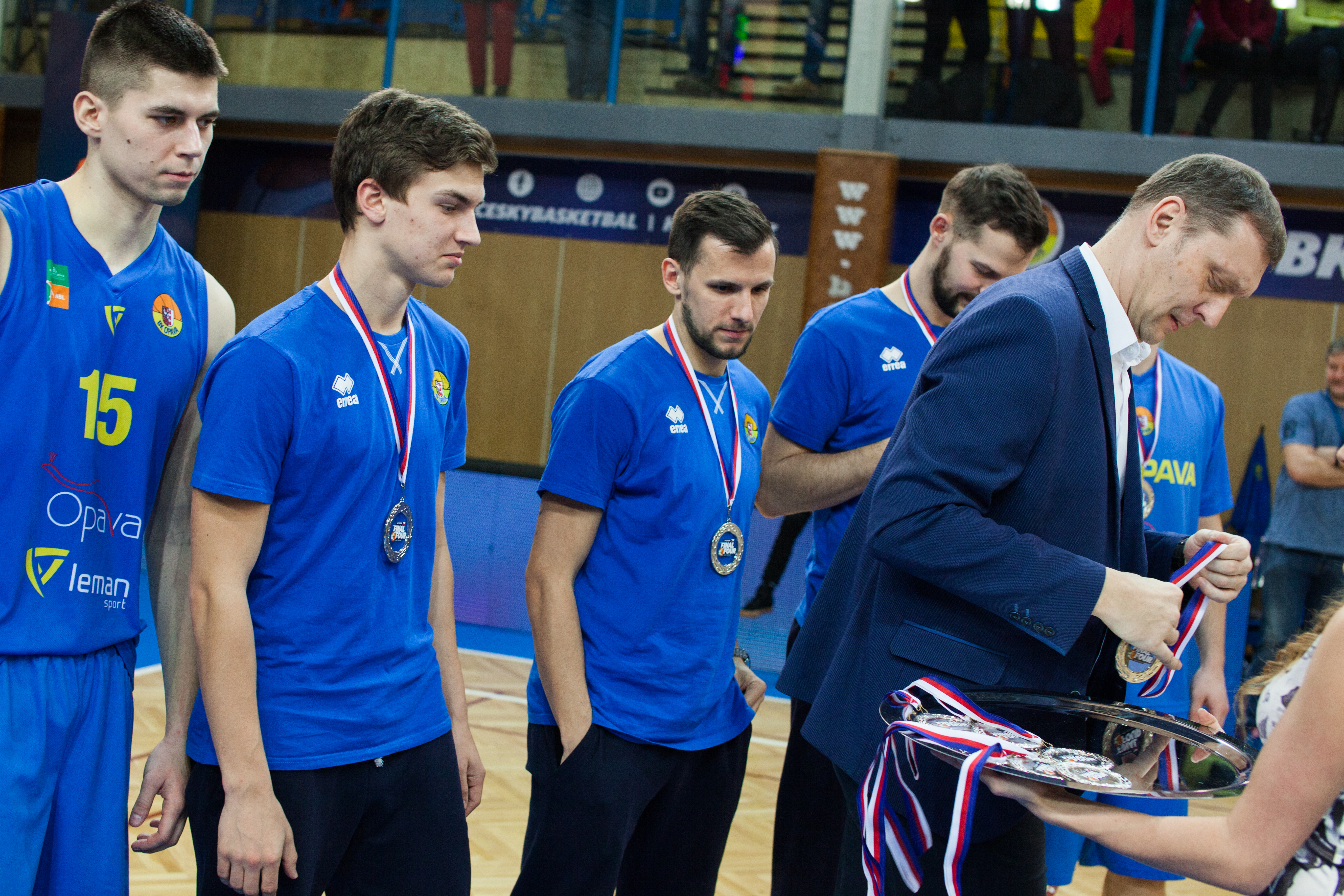
Hráči BK Opava získávají stříbrné medaile za druhé místo v Českého basketbalového poháru (Nový Jičín, 2019)
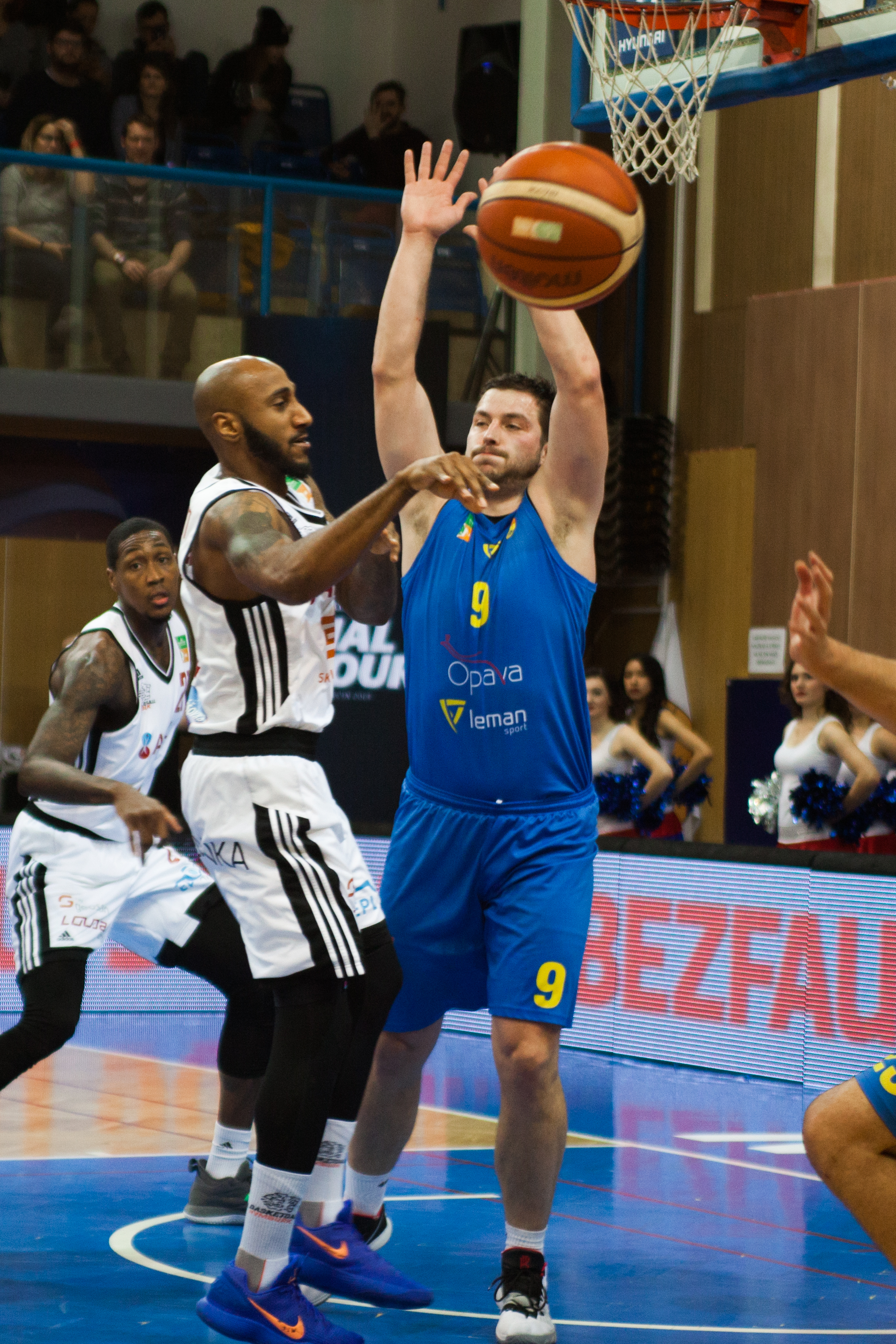
Křídlo BK Opava Filip Zbránek ve finálním zápasu Českého poháru v basketbalu (2019)
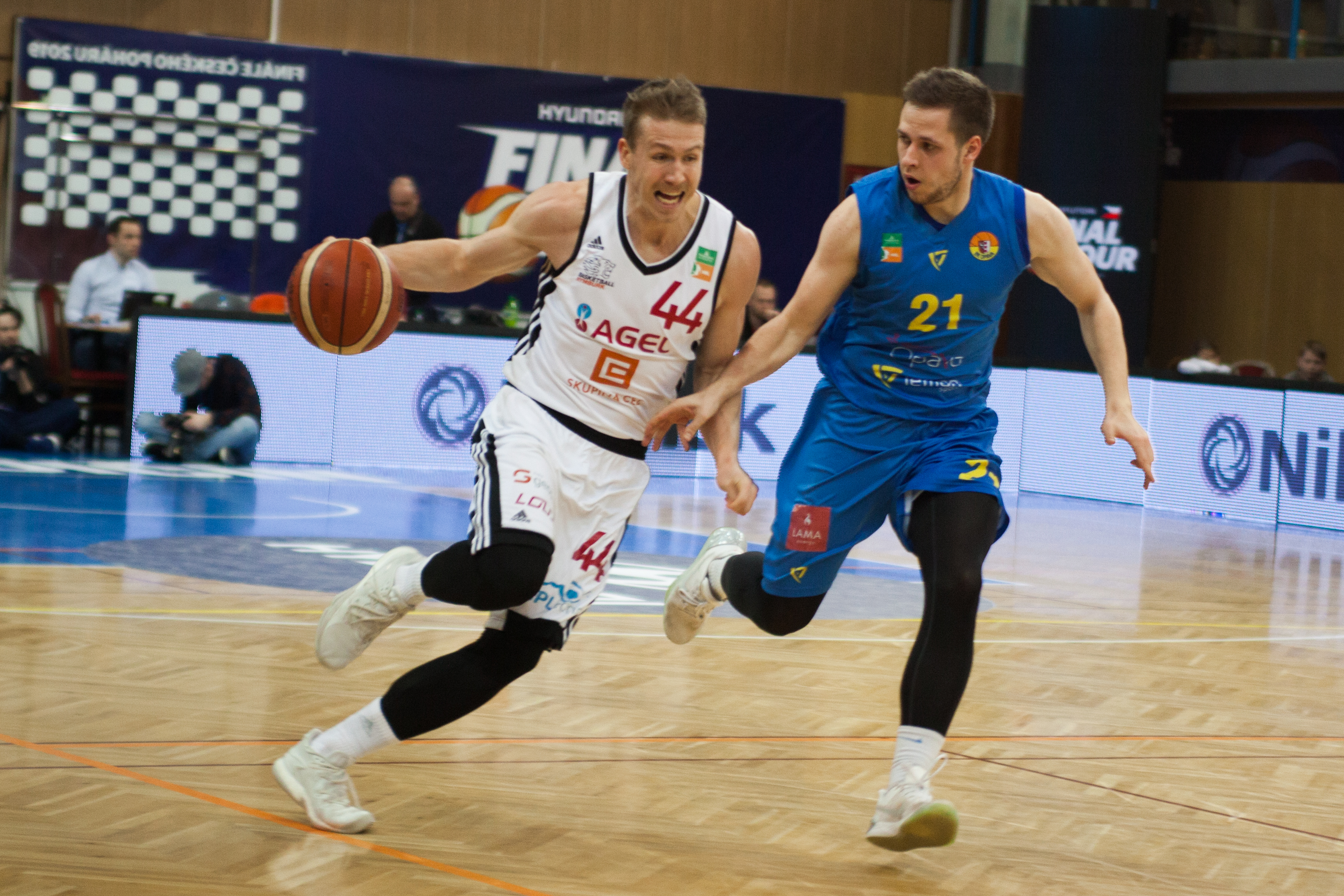
Radovan Kouřil (vpravo) v souboji s rozehrávačem klubu ČEZ Basketball Nymburk Tomášem Vyoralem (Nový Jičín, 2019)
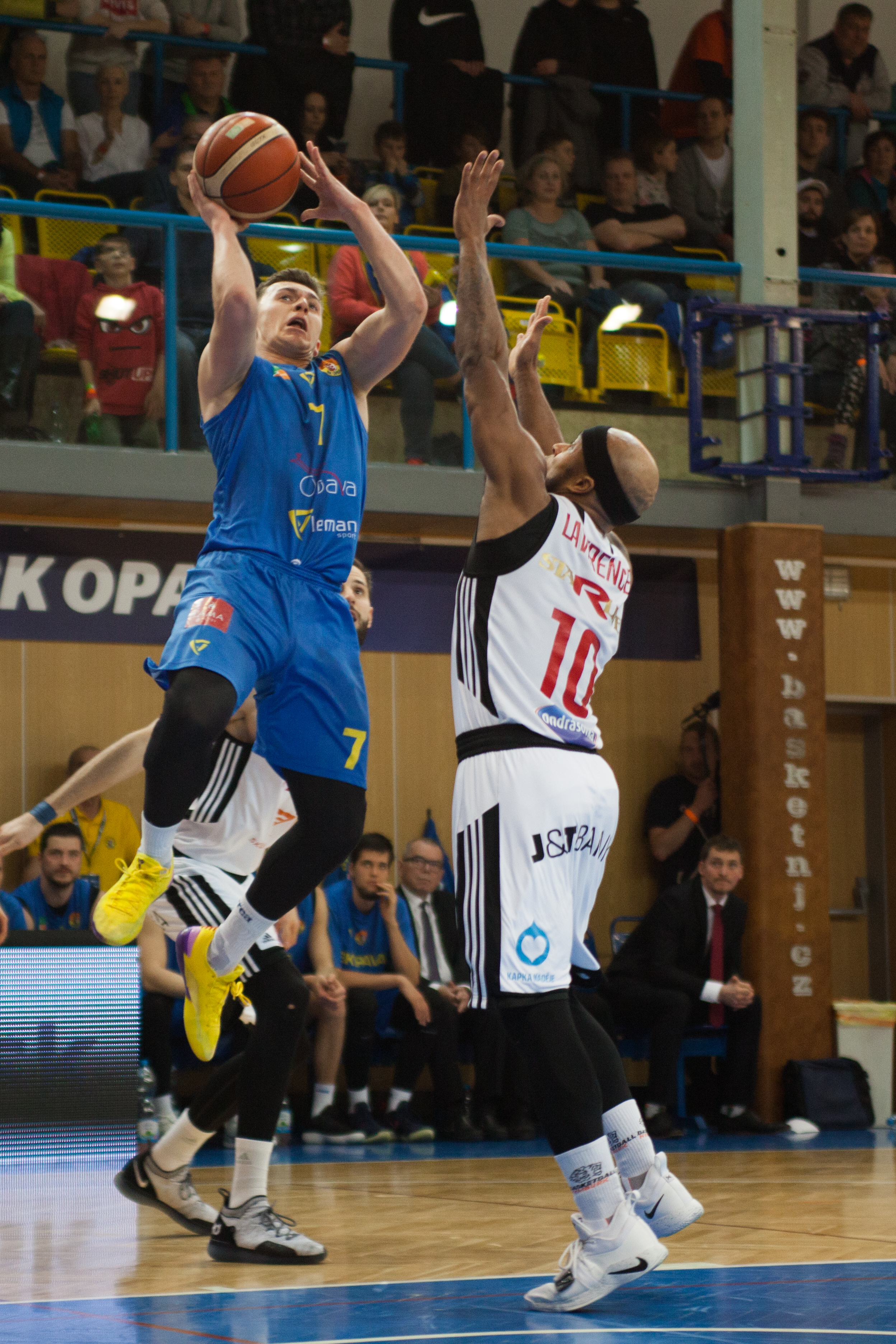
Rozehrávač Lukáš Bukovjan v zápasu proti ČEZ Basketball Nymburk, (Nový Jičín, 2019)
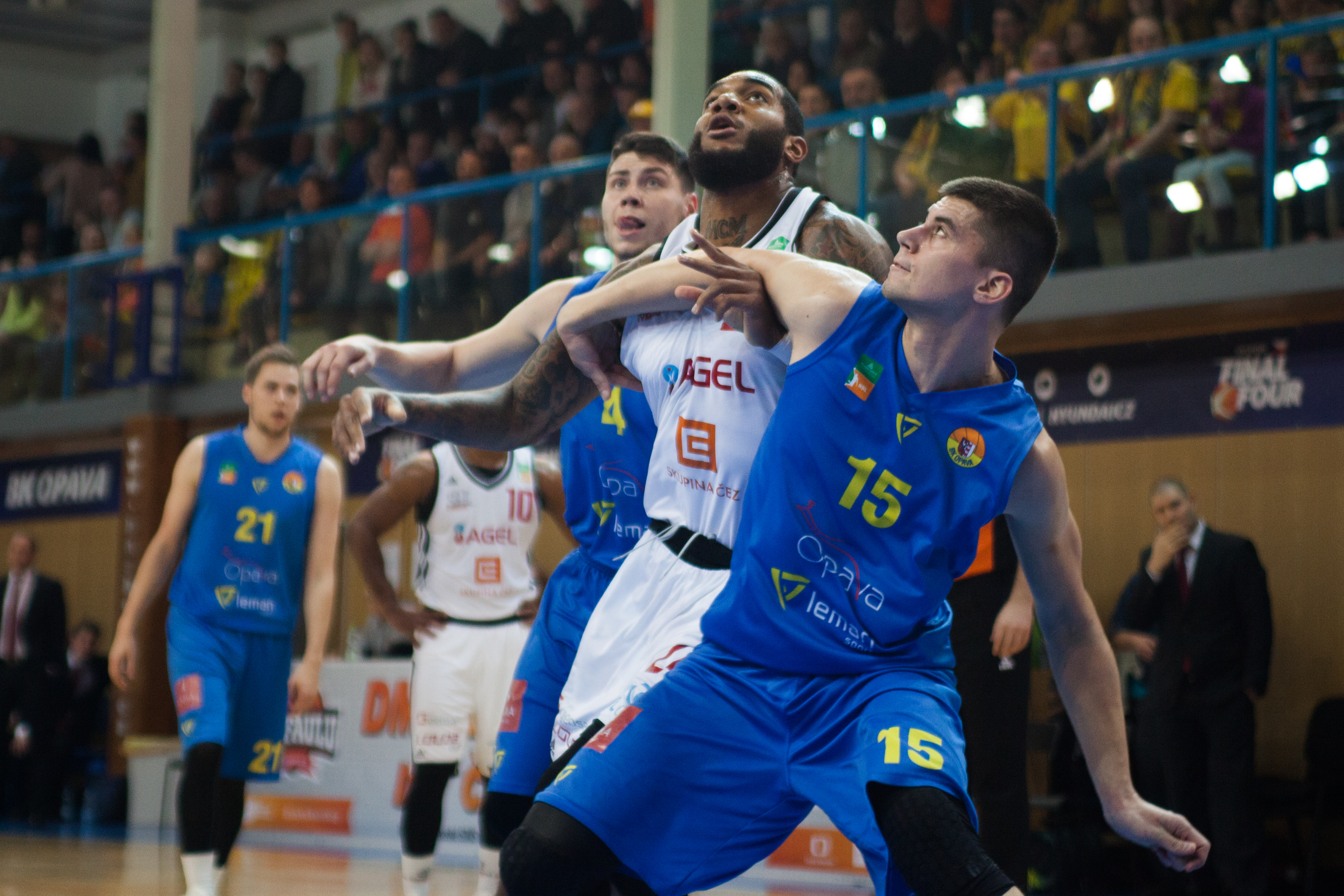
Pivot Václav Bujnoch (vpředu)